# イヴォン・シュイナード
イヴォン・シュイナード（Yvon Chouinard 、1938年11月9日-）は、アメリカ合衆国の登山家、実業家である。パタゴニアとブラックダイヤモンドを創業した。1960年代にロイヤル・ロビンス、トム・フロストらと共に、ヨセミテのクライミング黄金時代を築き、クリーンクライミングを推進した。

## 年表
- 1957年 - バーバンクの両親宅の裏庭でクライミング用品の製造を始め[3]、ハーケンの種類やサイズを増やした[4]。
- 1967年 - この頃までにハーケンの種類やサイズをほぼ網羅した[4]。
- 1972年 - クライミング人気が高い当時、人気ルートはクライマーが集中して岩が無惨な姿になったのを目の当たりにし、岩を傷つける道具の製造から手を引くことを決意、岩を傷つけないクリーンクライミングを提案した[3]。
- 1973年 - パタゴニアを設立した[3]。
- 1979年 - ポリプロピレンのベースレイヤー、フリースのミドルレイヤー、フォームパックのシェルというレイヤリングのコンセプトを世に出した[3]。
- 1989年 - ガイドの付き添いでクライミングをしていた初心者がトイレに行った後安全帯を正しく装着せず、クライミング中に外れて滑落する死亡事故があり、ガイドに支払い能力がないことを知った遺族はシュイナード・イクイップメントに賠償請求を向けて来た。保険料は利益を圧迫したため、パタゴニアを存続させるために社員に工場設備を譲ってシュイナード・イクイップメントを解散することとし、ピーター・メトカーフを筆頭とした社員8人が共同創業者としてブラックダイヤモンド・イクイップメントを設立することとなった。

## 著書
- 『社員をサーフィンに行かせよう - パタゴニア創業者の経営論』 森摂 訳、東洋経済新報社、2007年、333頁、ISBN 9784492521656
- ヴィンセント・スタンリー 共著 『レスポンシブル・カンパニー』 井口耕二 訳、ダイヤモンド社、2012年、224頁、ISBN 9784478017920